# Усть-Альминское городище
Усть-Альминское городище — скифское древнее городище, расположенное в юго-западной части Крыма, в Бахчисарайском районе, село Песчаное.

## Основания городища
Причерноморские скифы, кочуя и проживая рядом с греческими городами-колониями, контактировали с эллинами и подпадали под влияние их культуры. Постепенно переходя к земледелию, они смешивались с ними, перенимали язык, культуру, а греки-поселенцы и в свою очередь, также впитывали часть скифских обычаев. Поскольку скифских письменных упоминаний не найдено, то лишь благодаря историческим хроникам древних греков современники узнали историю этих земель в общем.
Усть-Альминское городище, как утверждают археологи, основано скифами и возникло около III—II веков до н. э. и находится в устье реки Альма, которая и дала название городище. Крутые и обрывистые склоны мыса Керменчик надёжно защищали это место от вражеских нападений со стороны моря, а на юго-восточной части склона местные жители вырыли ров и насыпали земляной вал. В те времена площадь древнего городища уступала, вероятно, только Неаполю.
В античные времена река Альма была полноводной, поэтому и она была удобным причалом для греческих судов. Древний морской путь Херсонес — Керкинитида — Ольвия проходил через город.

## Археологические особенности

### Археологические экспедиции
Усть-Альминское городище было открыто в 30-е годы XX века Николаем Львовичем Эрнстом, который дал этому месту название Алма-Тамак. Разведывали городище Павел Николаевич Шульц, Александр Домбровский и Александр Николаевич Щеглов в 1946, 1948 и 1959 годах. В 1960 году Татьяна Николаевна Высотская провела на городище первые раскопки и в 1964 году был открыт могильник.
С 1968 года по 1984 здесь работали Альминский отряд Крымской комплексной экспедиции и Бахчисарайский историко-архитектурный музей. Из-за того, что могильник неоднократно грабили, охранную работу здесь проводил Бахчисарайский государственный историко-культурный заповедник в 1988 и 1992 годах.
С 1993 года Альминская экспедиция под руководством Александра Евгеньевича Пуздровского работает именно на некрополе городища. Все найденные во время экспедиций археологические артефакты хранятся в Бахчисарайском и Херсонесском историко-археологических музеях.

### Некрополь городища
В Усть-Альминском некрополе находится несколько тысяч погребальных сооружений (I века до н. э. — III века н. э.), а именно грунтовые склепы, подбойные могилы, могилы с заплечиками, конские захоронения. Исследователи открыли более 900 артефактов. Найдены семейные усыпальницы с многоярусными погребениями и захоронения в отдельных склепах-катакомбах. Очень известными являются открытия грунтовых склепов с захоронениями тогдашней сарматской знати, которые сопровождались конскими захоронениями в могилах. Обряд и погребальный инвентарь и другие полученные данные свидетельствуют о том, что в начале II века н. э. здесь жили представители древнего знатного сарматского рода.
Также исследователи, проводя раскопки, нашли сарматское погребение с комплектом женских украшений (носили такие украшения около два тысячелетия назад). Образцы этих находок: ожерелья, серьги, бляшки, брошь-фибула, на которой изображены Афродита и Эрос, кольца, много золотых украшений, серьги с гранатом, ожерелье с агатом, браслеты и перстень с изображением женского божества.
В другом склепе археологи обнаружили останки пяти воинов с золотыми венками на головах и погребальными масками на лицах.

### Бытовая архитектура
Весь культурный слой разделяется на 3 слоя: верхний (гумусный с большим количеством керамики), средней (суглинковый, пышный), нижний (суглинковый, плотный).
На городище найдены остатки жилищ тогдашних жителей города с разрушенными каменными печами в домах. Также археологическими находками являются: керамический шлак, вероятно, существовало гончарство; кости домашних животных; чешуи и кости различных рыб; ракушки мидии; зольники и зерновые ямы, в которых хранились продукты.
Дома в городище были из камня и в середине из кирпича. Кое-где встречались полуземлянки, углублённые в землю. Центральные улицы (ширина 3,2 метра) были вымощены камнем и галькой. За искусственно уложенным валом находилось селение, в котором проживала большая часть населения скифов.
Могильник городища искали долго, но безрезультатно. Помог случай. При нарезке террас для посадки сосен на склонах балки ковш бульдозера вынес на поверхность человеческие кости, бусы и посуды. Инвентарь могильников характерен для скифо-сарматских курганов. Было найдено много артефактов, а именно: амфоры, веретена, остатки стрел, бронзовая посуда, оружие, предметы конского снаряжения, различного рода украшения, детали отделки из серебра, золота и полудрагоценных камней, шкатулки с деревянными лаковыми орнаментами китайского производства. Также сохранились много деревянных изделий: детали саркофагов с полихромной росписью, резные скульптуры, гребни, шкатулки.

### Другие находки
В Усть-Альминском городище был очень распространён обряд захоронения новорожденных младенцев в амфорах и других крупных лепных сосудах. Также было найдено захоронение воина с мечом, бронзовой фибулой и кольцами от портупеи. Это захоронение сармато-аланского воина датируется III веком нашей эры.

## Современное состояние
В 1969 году исполнительный комитет Крымского областного Совета депутатов трудящихся принял решение взять под охрану это место, а в 1974 году Бахчисарайский районный Совет решил определить зону охраны Усть-Альминское городище площадью 4 гектара. Общая площадь города составляет около 6 гектаров, а плато вспахано на глубину 0,7 метров.
Сейчас это место полностью покрыто землёй, власти решили все обратно закопать.